# Ладыги (Хмельницкая область)
Ладыги (укр. Ладиги) — село в Староконстантиновском районе Хмельницкой области Украины.
Население по переписи 2001 года составляло 1043 человек, по данным 2017 года составляло 801 человек. Почтовый индекс — 31183. Телефонный код — 3854. Занимает площадь 4,015 км². Код КОАТУУ — 6824285001.

## История
По состоянию на 1583 год село было собственностью западнорусских князей Острожских и принадлежало Остропольской волости.
До 1848 года входило в состав Звягельского уезда.
В конце 19 века село относилось к Дешневской волости Староконстантиновского уезда, имело 233 усадьбы и 1849 жителей.

## Местный совет
31183, Хмельницкая обл., Староконстантиновский р-н, с. Ладыги

## Известные земляки
В с. Ладиги 28 июля 1957 года родился Анатолий (в миру Гладкий), архиепископ Сарненский и Полеский УПЦ МП.